# Phoros
 (février 2025).
 (janvier 2013).
Si vous disposez d'ouvrages ou d'articles de référence ou si vous connaissez des sites web de qualité traitant du thème abordé ici, merci de compléter l'article en donnant les références utiles à sa vérifiabilité et en les liant à la section « Notes et références ».
Le phoros (en grec ancien φόρος/phóros) est le nom donné au Trésor de guerre (tribut) versé à Athènes par les membres de la Ligue de Délos. Cette dernière, fondée en 478 avant Jésus-Christ, réunit autour d'elle de nombreuses cités du monde grec dans le contexte des guerres médiques. Les alliés d'Athènes préfèrent alors payer un tribut permettant à Athènes de fonder une flotte apte à les défendre plutôt que d'engager leurs propres navires, permettant ainsi l'édification d'une thalassocratie athénienne. Ce fonctionnement engendre dès lors un déséquilibre permettant à Athènes d'imposer son hégémonie et de faire de ses alliés des sujets qu'elle peut soumettre s'ils expriment le désir de quitter la confédération.
Le phoros est fixé annuellement selon un projet proposé par la Boulê et voté par l'ecclésia d'Athènes. Il se répartit en cinq districts : 
- district de la Thrace
- district de l'Hellespont
- district de l'Ionie
- district de la Carie
- district des îles

Son montant varie selon la richesse des cités ainsi que son degré d'allégeance à Athènes (de 1 talent pour Caunos en Carie à 15 pour Byzance). La montant global, en général stable, avoisine 400 talents. Il atteindra cependant 1 000 talents au cours de la guerre du Péloponnèse.
Le phoros est versé au trésor de la Ligue, initialement conservé au sanctuaire d'Apollon délien, sur l'île de Délos puis à Athènes dès -454. À partir des années -450, -449 ce dernier n'alimente plus que pour moitié la construction et l'entretien de la flotte athénienne le reste étant voué à soutenir sa politique édilitaire : ainsi il constitue une partie des financements de l'édification de l'Acropole.